# Tillandsia gilliesii
Tillandsia gilliesii là một loài thuộc chi Tillandsia. Đây là loài bản địa của Bolivia.